# Ali Al-Omari
Ali Al-Omari (Ibb, 30 de marzo de 2002) es un futbolista yemení que juega en la demarcación de extremo derecho para el Niagara Purple Eagles FC de la División I de la NCAA.

## Selección nacional
Hizo su debut con la selección de fútbol de Yemen en un partido de la Copa de Naciones del Golfo de 2023 contra Arabia Saudita que finalizó con un resultado de 0-2 a favor del combinado saudita tras un gol de Musab Al-Juwayr y otro del propio Sumayhan Al-Nabit.

## Clubes
| Club                     | País           | Año   | Partidos | Goles |
| ------------------------ | -------------- | ----- | -------- | ----- |
| Niagara Purple Eagles FC | Estados Unidos | 2020  | 7        | 1     |
| FC Buffalo               | Estados Unidos | 2021  |          |       |
| Niagara Purple Eagles FC | Estados Unidos | 2021  | 18       | 1     |
| FCY New York             | Estados Unidos | 2022  |          |       |
| Niagara Purple Eagles FC | Estados Unidos | 2022- | 8        | 1     |